# Phra Phutthabat (huyện)
Phra Phutthabat (tiếng Thái: พระพุทธบาท) là một huyện (amphoe) ở tỉnh Saraburi, Thái Lan.

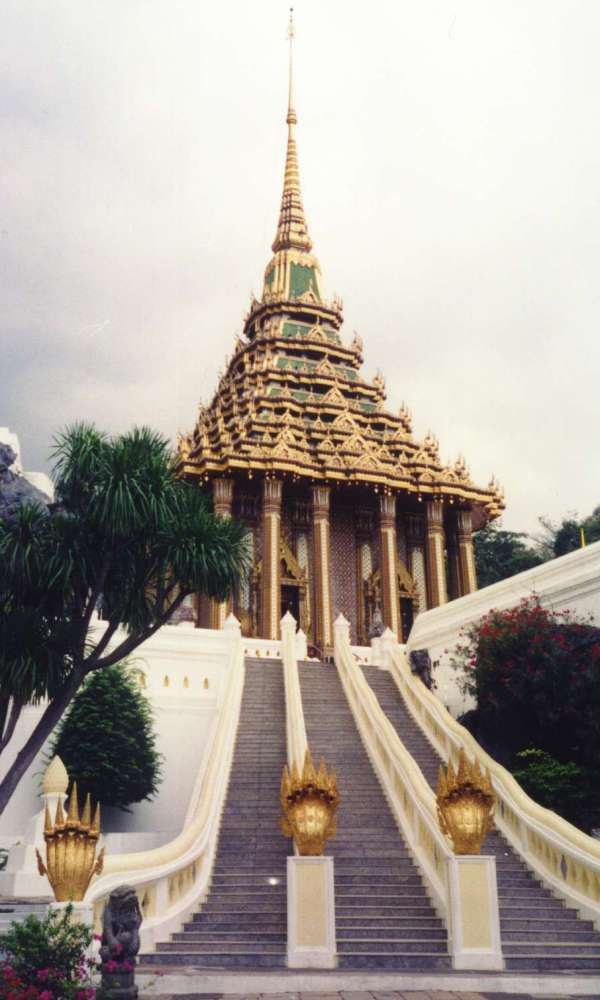
Wat Phra Buddha Baat

Huyện được đặt tên theo Wat Phra Phutthabat, có nghĩa chùa dấu chân Phật. Vào thế kỷ 17, một người thợ săn thấy một vũng nước trông giống một dấu bài chân cỡ lớn. Ông tuyên bố đây là một dấu chân Phật, và chùa đã được xây xung quanh đó.
Ở huyện này còn có Wat Tham Krabok, là nơi tị nạn của người Hmong cũng như chương trình ma túy mà chùa này thực hiện.

## Địa lý
Các huyện giáp ranh (từ phía bắc theo chiều kim đồng hồ) là: Mueang Lop Buri và Phattana Nikhom của tỉnh Lopburi, và Chaloem Phra Kiat, Sao Hai, Ban Mo, Nong Don.

## Hành chính
The district Phra Phuttabat được chia ra 9 phó huyện (tambon), các đơn vị này lại được chia ra thành 67 làng (muban).
| STT. | Tên             | Tên Thái  |  |  |    |             |           |  |
| 1.   | Phra Phutthabat | พระพุทธบาท |  |  | 6. | Khao Wong   | เขาวง     |  |
| 2.   | Khun Khlon      | ขุนโขลน    |  |  | 7. | Huai Pa Wai | ห้วยป่าหวาย |  |
| 3.   | Than Kasem      | ธารเกษม   |  |  | 8. | Phu Krang   | พุกร่าง     |  |
| 4.   | Na Yao          | นายาว     |  |  | 9. | Nong Kae    | หนองแก    |  |
| 5.   | Phu Kham Chan   | พุคำจาน    |  |  |    |             |           |  |